# سید مهدی شیخ‌الاسلامی
سید مهدی شیخ‌الاسلامی سیاست‌مدار ایرانی بود، که در دوره بیست و چهارم مجلس شورای ملی بعنوان نماینده سنندج از استان کردستان در مجلس شورای ملی حضور داشت.